# Inessa Armand
Inessa Armand (geboren als Elisabeth-Inès Stéphane d'Herbenville) (Parijs, 8 mei 1874 - Beslan, 24 september 1920) was een Frans communistische politica en feministisch die een groot deel van haar leven doorbracht in Rusland. Ze zou de minnares geweest zijn van Vladimir Lenin.

## Levensloop
Armand is in Parijs geboren. Haar moeder, Nathalie Wild, was een komiek, die van afkomst half Frans half Engels was. Haar vader, Théodore Pécheux d’Herbenville, was een Franse operazanger. Hij stierf toen Armand vijf jaar oud was. Ze werd grootgebracht door een tante en grootmoeder die beiden in Moskou leefden en les gaven.
Op negentienjarige leeftijd huwde Armand met Alexander Armand, de zoon van een rijke Russische textielfabrikant. Samen kregen ze vier kinderen. Inessa en haar echtgenoot openden een school voor boerenkinderen net buiten Moskou. Ze werd ook lid van een liefdadigheidsgroep die zich inzette voor arme vrouwen in de stad.
In 1903 sloot Armand zich aan bij de illegale Sociaaldemocratische Arbeiderspartij. Nadat ze gearresteerd werd in 1907 voor het verdelen van illegale propaganda, werd ze voor twee jaar verbannen naar Mezen, in Noord-Rusland.
In november 1908 slaagde Armand erin om te ontsnappen uit Mezen en Rusland te verlaten om zich te vestigen in Parijs waar ze Vladimir Lenin ontmoette en andere bolsjewieken die daar in ballingschap leefden. In 1911 werd Armand secretaris van het Comité van Buitenlandse Organisaties opgericht om alle bolsjewistische groepen in West-Europa te coördineren.
Armand keerde terug naar Rusland in juli 1912, om mee de bolsjewistische campagne te organiseren om de leden te laten verkiezen voor de Doema. Twee maanden later werd ze gearresteerd en in hechtenis genomen, om in maart 1913 uitsluitend tegen borgtocht weer vrij te komen. Opnieuw verliet ze illegaal Rusland, om met Lenin en diens vrouw, Nadezjda Kroepskaja, in Galicië te gaan wonen.
Het maakte Armand boos dat veel socialisten in Europa tijdens de Eerste Wereldoorlog hun eigen overheid steunden, in plaats van te strijden voor vrede. Ze sloot zich aan bij Lenin en hielp hem bij het verspreiden van propaganda dat geallieerden moest aansporen om zich te keren tegen hun officieren en een socialistische revolutie te starten. In maart 1915 ging Armand naar Zwitserland, waar ze de anti-oorlogse groep International Conference of Socialist Women opstartte.
Op 2 maart 1917 trad tsaar Nicolaas II van Rusland af en liet de controle van het land over aan de Voorlopige Regering. De bolsjewieken die in ballingschap leefden, keerden terug naar Rusland om mee te bouwen aan een nieuwe toekomst. Via de Duitse consul in Bern verzocht een groepje revolutionairen, waaronder Lenin en Armand, om een trein, om via Zweden naar Petrograd te reizen. Het verzoek werd ingewilligd. Het Duitse Ministerie van Buitenlandse Zaken hoopte met haar aanwezigheid in Rusland een einde te kunnen brengen aan de oorlog in het oosten. 
Armand was een fervent criticus van het besluit van de Russische regering om het Verdrag van Brest-Litovsk te ondertekenen. Ze leidde onder andere de vrouwenafdeling van het Centraal Comité van de bolsjewitische partij. Armand raakte overwerkt en stierf in september 1920 aan cholera en liefdesverdriet.